# کمیته ملی پارالمپیک
کمیته ملی پارالمپیک (به انگلیسی: National Paralympic Committee) که به اختصار (NPC) نامیده می شود. یکی از موسسات ملی جنبش جهانی پارالمپیک در جهان است. این کمیته تحت نظارت کمیته بین‌المللی پارالمپیک قرار دارد. بازی های پارالمپیک رویدادی بزرگ و بین‌المللی چند نفره است که ورزشکارانی با معلولیت های جسمانی در آن شرکت می کنند. مانند: قطع عضو، کم‌بینایی یا فلج مغزی. بازی‌های پارالمپیک زمستانی و بازی‌های پارالمپیک تابستانی بلافاصله بعد از بازی‌های المپیک در همان شهر میزبان برگزار می شود.